# Месут Озіль
Месу́т Озі́ль (нім., тур. Mesut Özil, Turkish: [meˈsut œˈzil]
, нар. 15 жовтня 1988, Гельзенкірхен, Федеративна Республіка Німеччина) — колишній німецький футболіст турецького походження. Грав на позиції півзахисника.
До липня 2018 грав за національну збірну Німеччини. Його демонстративний вихід зі збірної Німеччини супроводжувався гучним скандалом.

## Біографія

### Дитинство
Месут народився в Гельзенкірхені в сім'ї турецьких емігрантів. Попри суворе мусульманське виховання, футболом він захоплювався з самого дитинства. Будучи дитиною цілими днями зникав на вулиці, ганяючи м'яч разом зі своїми друзями серед брудних нетрів німецького містечка. «Щодня після уроків я біг на галявину у нас на районі, — розповідає Озіль в своїх інтерв'ю. — Ми називали це місце „мавпячою кліткою“, тому що територія була обгороджена високим металевим парканом, через який на нас дивилися перехожі. Ми з хлопцями там вчилися хитрощам нашого кумира Зідана». Захоплення сина не залишилися непоміченими для його батька. Мустафа Озіль, якого батьки привезли до Німеччини в дворічному віці, вирішив серйозно зайнятися спортивною кар'єрою Месута. Батько розгледів в хлопчику майбутню зірку і вирішив, що йому треба грати не на подвір'ї, а в одній із спортшкіл. Мустафа відвідував кожне тренування сина і уважно стежив за його прогресом, змушував працювати старанніше, а якщо бачив, що тренер не здатний забезпечити сина необхідними знаннями, то тут же змінював спортшколу. Сором'язливий Месут не зумів суперечити батьку і беззаперечно слухав його, і, як показав час, зовсім не даремно. Кар'єра хлопця нестримно пішла в гору, і тепер уже батько відвідує його прес-конференції, уважно слухаючи діалоги свого нащадка з журналістами.

## Клубна кар'єра

### Гельзенкірхен та «Рот-Вайсс Ессен»
Свою кар'єру Озіль почав у молодіжних клубах Гельзенкірхена. П'ять років грав за команду «Рот-Вайсс» (Ессен).

### «Шальке-04»
Почав свою професійну кар'єру в клубі зі свого рідного міста Гельзенкірхена — «Шальке 04». У ньому виступав на позиції півзахисника під номером 17. Вперше у складі «Шальке 04» вийшов у матчах Кубка ліги проти «Баєра» та «Баварії», а яких замінив основного плеймейкера команди Лінкольна.

### «Вердер»
31 січня 2008 року підписав контракт із «Вердером», як повідомлялось, сума трансферу становила 4,3 млн €. Дебютував за «Вердер» 10 лютого того ж року в грі проти мюнхенської «Баварії», вийшовши на заміну на 60-й хвилині матчу. 1 березня Месут вперше за «музикантів» вийшов з перших хвилин в матчі проти команди з Дортмунда. Гра завершилась 2:0 в користь «музикантів». 26 квітня Озіль забив перший гол за свою нову команду в матчі проти «Карлсруе». В чемпіонаті «Вердер» досягнув другої позиції, що надало команді Месута можливість брати участь в наступному розіграші Ліги чемпіонів. Футболіст швидко адаптувався у новому колективі і зі статистикою 5+1 розглядався футбольними експертами як один із потенційних лідерів команди.
Щодо наступного сезону в складі «музикантів», то він видався хорошим як і для Месута, так і для бременської команди в цілому. Незважаючи на провальний сезон з точки зору гри у Бундеслізі (команда зайняла лише 10 місце), команда Озіля вийшла до фіналу останнього розіграшу Кубка УЄФА, де поступилась команді з України —- донецькому «Шахтарю». Також Озіль виграв свій перший у кар'єрі трофей – він підняв над головою Кубок Німеччини, виграний у напруженій фінальній грі проти «Баєра».
У складі «музикантів» сезону 2009/2010 Месут Озіль став найкращим асистентом Бундесліги (17 гольових передач). У листопаді 2009 отримав нагороду «Гравець місяця».

### «Реал Мадрид»

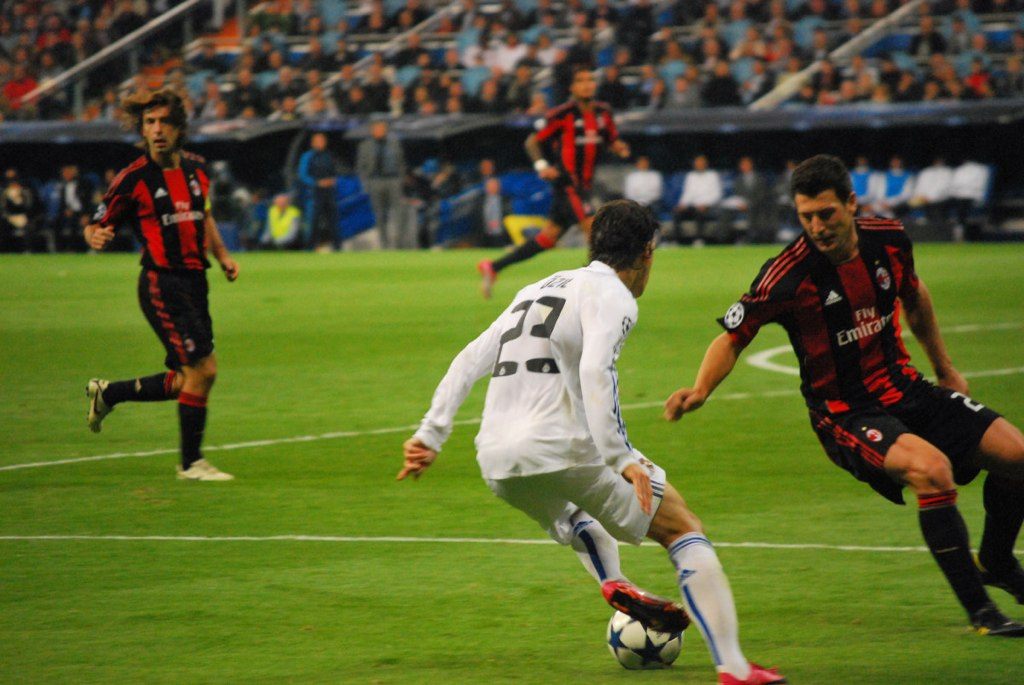
Месут Озіль у матчі Реал Мадрид — Мілан, Ліга чемпіонів УЄФА 2010-11.

Завдяки своєму виступу на чемпіонаті світу 2010, Озіль вписав своє ім'я в список найкращих молодих талантів Європи. Саме після ігор мундіалю німцем зацікавився новий тренер «Реала» Жозе Моуріньо. Пізніше Озіль зазначав: «Розмова із Моуріньо стала ключовою…». 17 серпня 2010 року «Вердер» оголосив, що домовленість з «Реалом» відбулася. Ціна трансферу дорівнювала € 15 млн.
Дебютував у стані «вершкових» Месут 22 серпня, у товариському поєдинку із «Еркулесом», в якому «Реал» отримав перемогу із рахунком 3:1. Свій перший м'яч забив у матчі із «Депортіво» (перемога «Реала» 6:1). В першому сезоні став найкращим асистентом «Реала» (25 гольових передач), найкращим асистентом Ліги чемпіонів УЄФА 2010/2011 (6 гольових передач) та другим асистентом Ла Ліги (17 гольових передач); увійшов до символічної збірної Ліги чемпіонів УЄФА 2010/2011 та Ла Ліги.

### «Арсенал»
2 вересня 2013 року за півгодини до закриття трансферного вікна стало відомо, що Озіль підписав 5-річний контракт із лондонським «Арсеналом». Сума угоди склала 42,5 мільйони фунтів стерлінгів.. Таким чином він став найдорожчим гравцем в історії «Арсенала» та найдорожчим німецьким гравцем.
Відразу після переходу до «Арсеналу» став ключовою фігурою у півзахисті лондонської команди.

## Кар'єра в збірній
Через турецьке коріння, яке має Озіль, йому постійно докучали запрошенням до збірної Туреччини. Згодом Озіль написав листа до футбольної асоціації Туреччини, де прохав припинити надсилати йому запрошення до турецької збірної. Після цього на адресу Озіля лунали постійні образи. Сам Озіль так обґрунтовує свій вибір: «Питанням, за яку збірну грати ніколи не було для мене важким. Я народився і виріс в Німеччині, останні мої 10 поколінь також…»
З 2007 року Месут регулярно викликається в збірну Німеччини серед гравців до 21 року. 5 лютого 2007 Озіль отримав свій перший виклик в національну збірну Німеччини.

### Чемпіонат Європи 2009 (U-21)
У складі молодіжної збірної Німеччини вирушив на молодіжний ЧЄ-2009, де німці посіли перше місце. У фіналі забив гол із «стандарту» у ворота збірної Англії та віддав дві результативні передачі. Матч закінчився із рахунком 4:0.

### Чемпіонат світу 2010
На чемпіонаті світу 2010 в ПАР Озіль вивів свою збірну в стадію плей-офф, забивши гол в ворота Гани. Увійшов у символічну збірну чемпіонату світу та був номінований на звання найкращого гравця чемпіонату. Віддав 3 гольові передачі та забив 1 гол.

### Чемпіонат Європи 2012
2 вересня 2011 року, у відбірковому етапі Євро-2012, Озіль забив свій перший хет-трик, у ворота збірної Австрії. У фінальній частині Євро-2012 був основним гравцем, взяв участь в усіх матчах збірної з перших хвилин. Забив гол у ворота Італії у півфінальній грі, який, щоправда, не допоміг його команді подолати цей етап — німці програли з рахунком 1:2.

### Чемпіонат світу 2014

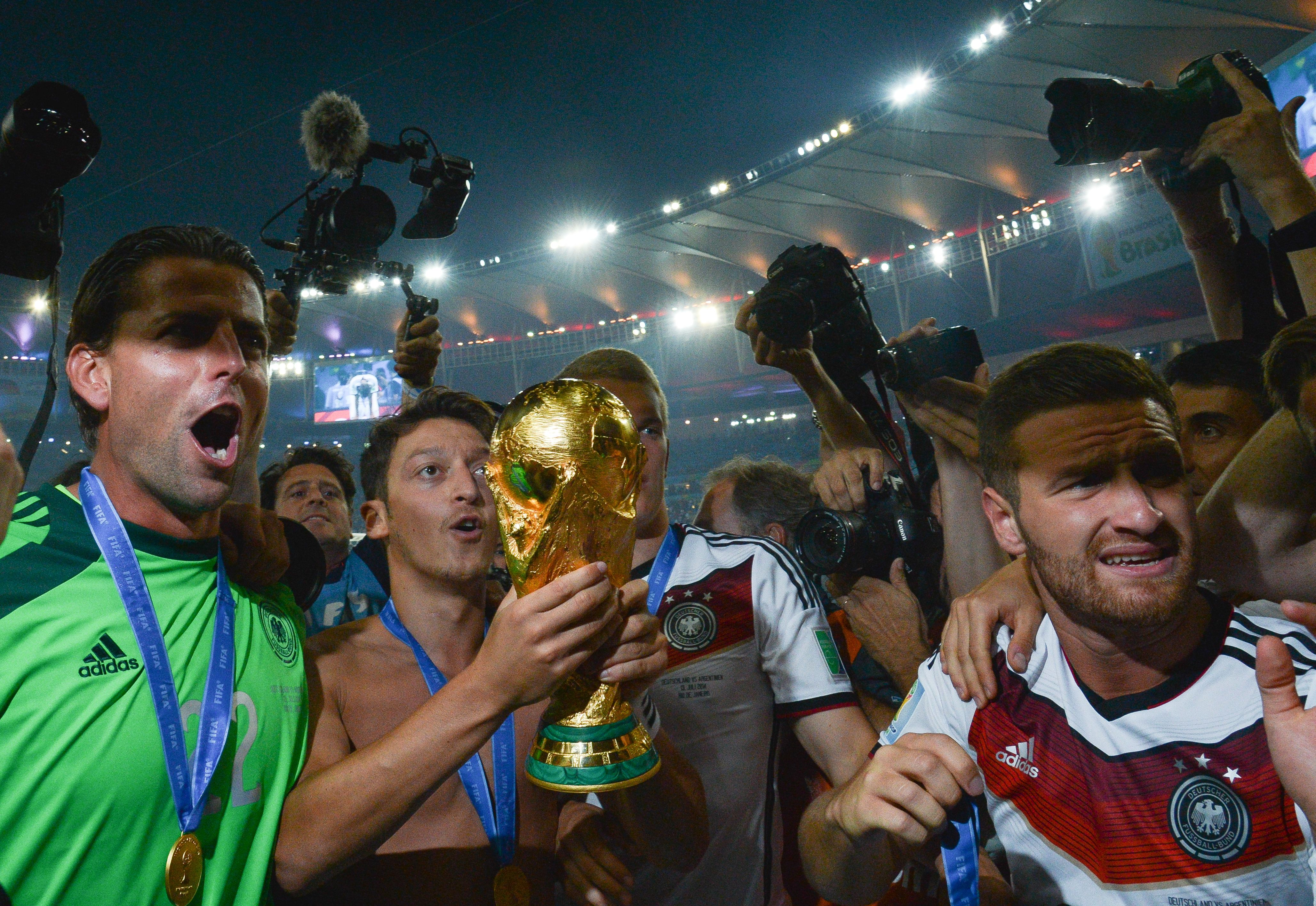
Озіль з Кубком світу 2014 року.

Під час відбору на чемпіонат світу 2014 Озіль був головним бомбардиром німецької збірної з вісьмома забитими голами.
У фінальній частині світової першості 2014 виходив на поле у стартовому складі «бундестім» у всіх матчах турніру, на якому німці здобули свій четвертий титул найсильнішої футбольної збірної світу. Через травму Марко Ройса більшість матчів мундіалю Озіль провів на його позиції лівого вінгера, замість звичного місця «під нападником». У грі 1/8 фіналу проти збірної Алжиру, основний час якої завершився нульовою нічиєю, став автором другого голу німецької команди у додатковий час, який виявився вирішальним, оскільки перший пропущений м'яч африканці згодом відквитали.
За результатами світової першості Озіль був визнаний лідером турніру за кількістю успішних передач у нападі (171), а також посів другі місця за кількістю потенційно гольових передач (17) та відборів в атаці (6).

### Чемпіонат Європи 2016
На своїй другій континентальній першості у 2016 році знову був ключовим півзахисником німецької збірної, провівши на полі усі її ігри на турнірі від першої до останньої хвилини. У першій грі групового етапу проти України відзначився гольовою передачею на Бастіана Швайнштайгера, який встановив остаточний рахунок зустрічі (2:0) у додані до основного часу хвилини. Був визнаний Гравцем матчу за результатами третьої гри групового етапу проти Північної Ірландії, в якій мав 99-відсоткову точність передач та створив шість потенційно гольових моментів.
Єдиний гол на турнірі забив у ворота збірної Італії у чвертьфіналі, відкривши рахунок зустрічі. Згодом італійці рахунок зрівняли і доля виходу у півфінал вирішувалася у серії післяматчевих пенальті. Свій удар у цій серії Озіль не реалізував, влучивши у стійку воріт, проте саме його команда врешті-решт виявилася вправнішою і пройшла далі. Утім вже у наступному, півфінальному, матчі проти господарів турніру французів німецька збірна програла 0:2 та припинила боротьбу на турнірі.

### Чемпіонат світу 2018
4 червня 2018 року був включений до заявки національної команди для участі у своїй третій світовій першості —  чемпіонаті світу в Росії. Після провальної гри команди у Росії був поряд з іншими гравцями і тренером був підданий гострій критиці у німецьких ЗМІ за пасивність. У відповідь звинуватив Німецький футбольний союз і персонально його президента Райгарда Гринделя (Reinhard Grindel) разом з помічниками у «расизмі»: 

| «У очах Гринделя та його помічників я німець, коли ми виграєм, але я іммігрант, коли ми програєм»[8].Оригінальний текст (нім.) In den Augen von Grindel und seinen Helfern bin ich Deutscher, wenn wir gewinnen, und ein Immigrant, wenn wir verlieren» |

## Статистика виступів

### Статистика клубних виступів
Станом на 13 липня 2022 року
| Сезон                   | Команда                 | Чемпіонат               | Чемпіонат | Чемпіонат | Національний кубок | Національний кубок | Національний кубок | Континентальні кубки | Континентальні кубки | Континентальні кубки | Інші змагання | Інші змагання | Інші змагання | Усього за | Усього за |
| Сезон                   | Команда                 | Ліга                    | Ігор      | Голів     | Ліга               | Ігор               | Голів              | Ліга                 | Ігор                 | Голів                | Ліга          | Ігор          | Голів         | Ігор      | Голів     |
| ----------------------- | ----------------------- | ----------------------- | --------- | --------- | ------------------ | ------------------ | ------------------ | -------------------- | -------------------- | -------------------- | ------------- | ------------- | ------------- | --------- | --------- |
| 2006–07                 | «Шальке 04»             | БЛ                      | 19        | 0         | КН                 | 1                  | 0                  | КУЄФА                | 1                    | 0                    | КЛ            | 2             | 0             | 23        | 0         |
| 2007-січ. 2008          | «Шальке 04»             | БЛ                      | 11        | 0         | КН                 | 1                  | 1                  | ЛЧ                   | 4                    | 0                    | -             | -             | -             | 16        | 1         |
| Усього за «Шальке 04»   | Усього за «Шальке 04»   | Усього за «Шальке 04»   | 30        | 0         |                    | 2                  | 1                  |                      | 5                    | 0                    |               | 2             | 0             | 39        | 1         |
| січ.-черв. 2008         | «Вердер»                | БЛ                      | 12        | 1         | КН                 | -                  | -                  | КУЄФА                | 2                    | 0                    | -             | -             | -             | 14        | 1         |
| 2008–09                 | «Вердер»                | БЛ                      | 28        | 3         | КН                 | 5                  | 2                  | ЛЧ+КУЄФА             | 6+8                  | 0                    | -             | -             | -             | 47        | 5         |
| 2009–10                 | «Вердер»                | БЛ                      | 31        | 9         | КН                 | 5                  | 0                  | ЛЄ                   | 10                   | 1                    | СН            | 0             | 0             | 46        | 10        |
| серп. 2010              | «Вердер»                | БЛ                      | -         | -         | КН                 | 1                  | 0                  | ЛЧ                   | -                    | -                    | -             | -             | -             | 1         | 0         |
| Усього за «Вердер»      | Усього за «Вердер»      | Усього за «Вердер»      | 71        | 13        |                    | 11                 | 2                  |                      | 26                   | 1                    |               | 0             | 0             | 108       | 16        |
| серп. 2010–11           | «Реал Мадрид»           | ПД                      | 36        | 6         | КІ                 | 6                  | 3                  | ЛЧ                   | 11                   | 1                    | -             | -             | -             | 53        | 10        |
| 2011–12                 | «Реал Мадрид»           | ПД                      | 35        | 4         | КІ                 | 5                  | 0                  | ЛЧ                   | 10                   | 2                    | СІ            | 2             | 1             | 52        | 7         |
| 2012–13                 | «Реал Мадрид»           | ПД                      | 32        | 9         | КІ                 | 8                  | 0                  | ЛЧ                   | 10                   | 1                    | СІ            | 2             | 0             | 52        | 10        |
| серп.-вер. 2013         | «Реал Мадрид»           | ПД                      | 2         | 0         | КІ                 | -                  | -                  | ЛЧ                   | -                    | -                    | -             | -             | -             | 2         | 0         |
| Усього за «Реал Мадрид» | Усього за «Реал Мадрид» | Усього за «Реал Мадрид» | 105       | 19        |                    | 19                 | 3                  |                      | 31                   | 4                    |               | 4             | 1             | 159       | 27        |
| вер. 2013–14            | «Арсенал»               | ПЛ                      | 26        | 5         | КА+КЛ              | 5+1                | 1+0                | ЛЧ                   | 8                    | 1                    | -             | -             | -             | 40        | 7         |
| 2014–15                 | «Арсенал»               | ПЛ                      | 22        | 4         | КА+КЛ              | 5+0                | 1                  | ЛЧ                   | 5                    | 0                    | СА            | 0             | 0             | 32        | 5         |
| 2015–16                 | «Арсенал»               | ПЛ                      | 35        | 6         | КА+КЛ              | 1+0                | 0                  | ЛЧ                   | 8                    | 2                    | СА            | 1             | 0             | 45        | 8         |
| 2016–17                 | «Арсенал»               | ПЛ                      | 33        | 8         | КА+КЛ              | 3+0                | 0                  | ЛЧ                   | 8                    | 4                    | -             | -             | -             | 44        | 12        |
| 2017–18                 | «Арсенал»               | ПЛ                      | 26        | 4         | КА+КЛ              | 0+2                | 0                  | ЛЄ                   | 7                    | 1                    | СА            | 0             | 0             | 35        | 5         |
| 2018–19                 | «Арсенал»               | ПЛ                      | 24        | 5         | КА+КЛ              | 1+0                | 0                  | ЛЄ                   | 10                   | 1                    | -             | -             | -             | 35        | 6         |
| 2019–20                 | «Арсенал»               | ПЛ                      | 18        | 1         | КА+КЛ              | 1+2                | 0                  | ЛЄ                   | 2                    | 0                    | -             | -             | -             | 23        | 1         |
| 2020-січ. 2021          | «Арсенал»               | ПЛ                      | 0         | 0         | КА+КЛ              | 0+0                | 0                  | ЛЄ                   | 0                    | 0                    | СА            | -             | -             | 0         | 0         |
| Усього за «Арсенал»     | Усього за «Арсенал»     | Усього за «Арсенал»     | 184       | 33        |                    | 21                 | 2                  |                      | 48                   | 9                    |               | 1             | 0             | 254       | 44        |
| січ.-черв. 2021         | «Фенербахче»            | СЛ                      | 10        | 0         | КТ                 | 1                  | 0                  | -                    | -                    | -                    | -             | -             | -             | 11        | 0         |
| 2021–22                 | «Фенербахче»            | СЛ                      | 22        | 8         | КТ                 | -                  | -                  | ЛЄ                   | 4                    | 1                    | -             | -             | -             | 24        | 9         |
| Усього за «Фенербахче»  | Усього за «Фенербахче»  | Усього за «Фенербахче»  | 32        | 8         |                    | 1                  | 0                  |                      | 4                    | 1                    |               | -             | -             | 37        | 9         |
| Усього за кар'єру       | Усього за кар'єру       | Усього за кар'єру       | 422       | 73        |                    | 56                 | 8                  |                      | 114                  | 15                   |               | 5             | 1             | 597       | 97        |

### Статистика виступів за збірну
Станом на 13 липня 2022 року
| Дата       | Місто                   | Господарі         | Результат        | Гості                | Турнір                       | Голи | Примітки |
| ---------- | ----------------------- | ----------------- | ---------------- | -------------------- | ---------------------------- | ---- | -------- |
| 11-2-2009  | Дюссельдорф             | Німеччина         | 0 – 1            | Норвегія             | товариський матч             | -    | 78'      |
| 12-8-2009  | Баку                    | Азербайджан       | 0 – 2            | Німеччина            | Відбір до ЧС 2010            | -    | 84'      |
| 5-9-2009   | Леверкузен              | Німеччина         | 2 – 0            | ПАР                  | товариський матч             | 1    |          |
| 9-9-2009   | Ганновер                | Німеччина         | 4 – 0            | Азербайджан          | Відбір до ЧС 2010            | -    |          |
| 10-10-2009 | Москва                  | Росія             | 0 – 1            | Німеччина            | Відбір до ЧС 2010            | -    | 82'      |
| 14-10-2009 | Гамбург                 | Німеччина         | 1 – 1            | Фінляндія            | Відбір до ЧС 2010            | -    | 46'      |
| 18-11-2009 | Гельзенкірхен           | Німеччина         | 2 – 2            | Кот-д'Івуар          | товариський матч             | -    |          |
| 3-3-2010   | Мюнхен                  | Німеччина         | 0 – 1            | Аргентина            | товариський матч             | -    | 67'      |
| 29-5-2010  | Будапешт                | Угорщина          | 0 – 3            | Німеччина            | товариський матч             | -    | 46'      |
| 3-6-2010   | Франкфурт-на-Майні      | Німеччина         | 3 – 1            | Боснія і Герцеговина | товариський матч             | -    | 80'      |
| 13-6-2010  | Дурбан                  | Німеччина         | 4 – 0            | Австралія            | ЧС 2010 - 1-й етап           | -    | 12', 74' |
| 18-6-2010  | Порт-Елізабет           | Німеччина         | 0 – 1            | Сербія               | ЧС 2010 - 1-й етап           | -    | 70'      |
| 23-6-2010  | Йоганнесбург            | Гана              | 0 – 1            | Німеччина            | ЧС 2010 - 1-й етап           | 1    |          |
| 27-6-2010  | Блумфонтейн             | Німеччина         | 4 – 1            | Англія               | ЧС 2010 - 1/8 фіналу         | -    | 83'      |
| 3-7-2010   | Кейптаун                | Аргентина         | 0 – 4            | Німеччина            | ЧС 2010 - чвертьфінал        | -    |          |
| 7-7-2010   | Дурбан                  | Німеччина         | 0 – 1            | Іспанія              | ЧС 2010 - півфінал           | -    |          |
| 10-7-2010  | Порт-Елізабет           | Уругвай           | 2 – 3            | Німеччина            | ЧС 2010 - матч за 3-тє місце | -    | 90'      |
| 3-9-2010   | Брюссель                | Бельгія           | 0 – 1            | Німеччина            | Відбір до ЧЄ 2012            | -    | 88'      |
| 7-9-2010   | Кельн                   | Німеччина         | 6 – 1            | Азербайджан          | Відбір до ЧЄ 2012            | -    |          |
| 8-10-2010  | Берлін                  | Німеччина         | 3 – 0            | Туреччина            | Відбір до ЧЄ 2012            | 1    | 89'      |
| 12-10-2010 | Астана                  | Казахстан         | 0 – 3            | Німеччина            | Відбір до ЧЄ 2012            | -    | 79'      |
| 9-2-2011   | Дортмунд                | Німеччина         | 1 – 1            | Італія               | товариський матч             | -    |          |
| 26-3-2011  | Кайзерслаутерн          | Німеччина         | 4 – 0            | Казахстан            | Відбір до ЧЄ 2012            | -    |          |
| 29-5-2011  | Зінсгайм                | Німеччина         | 2 – 1            | Уругвай              | товариський матч             | -    | 46'      |
| 3-6-2011   | Відень                  | Австрія           | 1 – 2            | Німеччина            | Відбір до ЧЄ 2012            | -    | 86'      |
| 7-6-2011   | Баку                    | Азербайджан       | 1 – 3            | Німеччина            | Відбір до ЧЄ 2012            | 1    | 81'      |
| 2-9-2011   | Гельзенкірхен           | Німеччина         | 6 – 2            | Австрія              | Відбір до ЧЄ 2012            | 2    |          |
| 11-10-2011 | Дортмунд                | Німеччина         | 3 – 1            | Бельгія              | Відбір до ЧЄ 2012            | 1    |          |
| 11-11-2011 | Київ                    | Україна           | 3 – 3            | Німеччина            | товариський матч             | -    | 66'      |
| 15-11-2011 | Гамбург                 | Німеччина         | 3 – 0            | Нідерланди           | товариський матч             | 1    |          |
| 29-2-2012  | Бремен                  | Німеччина         | 1 – 2            | Франція              | товариський матч             | -    |          |
| 26-5-2012  | Базель                  | Швейцарія         | 5 – 3            | Німеччина            | товариський матч             | -    | 46'      |
| 31-5-2012  | Лейпциг                 | Німеччина         | 2 – 0            | Ізраїль              | товариський матч             | -    |          |
| 9-6-2012   | Львів                   | Німеччина         | 1 – 0            | Португалія           | ЧЄ 2012 - 1-й етап           | -    | 87'      |
| 13-6-2012  | Харків                  | Нідерланди        | 1 – 2            | Німеччина            | ЧЄ 2012 - 1-й етап           | -    | 81'      |
| 17-6-2012  | Львів                   | Данія             | 1 – 2            | Німеччина            | ЧЄ 2012 - 1-й етап           | -    |          |
| 22-6-2012  | Гданськ                 | Німеччина         | 4 – 2            | Греція               | ЧЄ 2012 - чвертьфінал        | -    |          |
| 28-6-2012  | Варшава                 | Німеччина         | 1 – 2            | Італія               | ЧЄ 2012 - півфінал           | 1    |          |
| 15-8-2012  | Франкфурт-на-Майні      | Німеччина         | 1 – 3            | Аргентина            | товариський матч             | -    | 69'      |
| 7-09-2012  | Ганновер                | Німеччина         | 3 – 0            | Фарерські острови    | Відбір до ЧС 2014            | 2    |          |
| 11-9-2012  | Відень                  | Австрія           | 1 – 2            | Німеччина            | Відбір до ЧС 2014            | 1    |          |
| 12-10-2012 | Дублін                  | Ірландія          | 1 – 6            | Німеччина            | Відбір до ЧС 2014            | 1    |          |
| 16-10-2012 | Берлін                  | Німеччина         | 4 – 4            | Швеція               | Відбір до ЧС 2014            | 1    |          |
| 6-2-2013   | Сен-Дені                | Франція           | 1 – 2            | Німеччина            | товариський матч             | -    |          |
| 22-3-2013  | Астана                  | Казахстан         | 0 – 3            | Німеччина            | Відбір до ЧС 2014            | -    |          |
| 26-3-2013  | Нюрнберг                | Німеччина         | 4 – 1            | Казахстан            | Відбір до ЧС 2014            | -    |          |
| 14-8-2013  | Кайзерслаутерн          | Німеччина         | 3 – 3            | Парагвай             | товариський матч             | -    |          |
| 6-9-2013   | Мюнхен                  | Німеччина         | 3 – 0            | Австрія              | Відбір до ЧС 2014            | -    |          |
| 10-9-2013  | Торсгавн                | Фарерські острови | 0 – 3            | Німеччина            | Відбір до ЧС 2014            | 1    |          |
| 11-10-2013 | Кельн                   | Німеччина         | 3 – 0            | Ірландія             | Відбір до ЧС 2014            | 1    |          |
| 15-10-2013 | Стокгольм               | Швеція            | 3 – 5            | Німеччина            | Відбір до ЧС 2014            | 1    |          |
| 15-11-2013 | Мілан                   | Італія            | 1 – 1            | Німеччина            | товариський матч             | -    | 60'      |
| 5-3-2014   | Штутгарт                | Німеччина         | 1 – 0            | Чилі                 | товариський матч             | -    |          |
| 1-6-2014   | Менхенгладбах           | Німеччина         | 2 – 2            | Камерун              | товариський матч             | -    | 63'      |
| 6-6-2014   | Майнц                   | Німеччина         | 6 – 1            | Вірменія             | товариський матч             | -    | 46'      |
| 16-6-2014  | Салвадор (Бразилія)     | Німеччина         | 4 – 0            | Португалія           | ЧС 2014 - 1-й етап           | -    | 63'      |
| 21-6-2014  | Форталеза               | Німеччина         | 2 – 2            | Гана                 | ЧС 2014 - 1-й етап           | -    |          |
| 26-6-2014  | Ресіфі                  | США               | 0 – 1            | Німеччина            | ЧС 2014 - 1-й етап           | -    | 89'      |
| 30-6-2014  | Порту-Алегрі            | Німеччина         | 2 – 1 д.ч.       | Алжир                | ЧС 2014 - 1/8 фіналу         | 1    |          |
| 4-7-2014   | Ріо-де-Жанейро          | Франція           | 0 – 1            | Німеччина            | ЧС 2014 - чвертьфінал        | -    | 83'      |
| 8-7-2014   | Белу-Оризонті           | Бразилія          | 1 – 7            | Німеччина            | ЧС 2014 - півфінал           | -    |          |
| 13-7-2014  | Ріо-де-Жанейро          | Аргентина         | 0 – 1            | Німеччина            | ЧС 2014 - Фінал              | -    | 120'     |
| 25-3-2015  | Кайзерслаутерн          | Німеччина         | 2 – 2            | Австралія            | товариський матч             | -    |          |
| 29-3-2015  | Тбілісі                 | Грузія            | 0 – 2            | Німеччина            | Відбір до ЧЄ 2016            | -    |          |
| 10-6-2015  | Кельн                   | Німеччина         | 1 – 2            | США                  | товариський матч             | -    |          |
| 13-6-2015  | Фару                    | Гібралтар         | 0 – 7            | Німеччина            | Відбір до ЧЄ 2016            | -    |          |
| 4-9-2015   | Франкфурт-на-Майні      | Німеччина         | 3 – 1            | Польща               | Відбір до ЧЄ 2016            | -    |          |
| 7-9-2015   | Глазго                  | Шотландія         | 2 – 3            | Німеччина            | Відбір до ЧЄ 2016            | -    | 90+2'    |
| 8-10-2015  | Дублін                  | Ірландія          | 1 – 0            | Німеччина            | Відбір до ЧЄ 2016            | -    |          |
| 11-10-2015 | Лейпциг                 | Німеччина         | 2 – 1            | Грузія               | Відбір до ЧЄ 2016            | -    |          |
| 26-3-2016  | Берлін                  | Німеччина         | 2 – 3            | Англія               | товариський матч             | -    |          |
| 29-3-2016  | Мюнхен                  | Німеччина         | 4 – 1            | Італія               | товариський матч             | 1    |          |
| 4-6-2016   | Гельзенкірхен           | Німеччина         | 2 – 0            | Угорщина             | товариський матч             | -    |          |
| 12-6-2016  | Лілль                   | Німеччина         | 2 – 0            | Україна              | ЧЄ 2016 - 1-й етап           | -    |          |
| 16-6-2016  | Сен-Дені                | Німеччина         | 0 – 0            | Польща               | ЧЄ 2016 - 1-й етап           | -    | 34'      |
| 21-6-2016  | Париж                   | Північна Ірландія | 0 – 1            | Німеччина            | ЧЄ 2016 - 1-й етап           | -    |          |
| 26-6-2016  | Лілль                   | Німеччина         | 3 – 0            | Словаччина           | ЧЄ 2016 - 1/8 фіналу         | -    |          |
| 2-7-2016   | Бордо                   | Німеччина         | 1 – 1 (6-5 п.п.) | Італія               | ЧЄ 2016 - чвертьфінал        | 1    |          |
| 7-7-2016   | Марсель                 | Німеччина         | 0 – 2            | Франція              | ЧЄ 2016 - півфінал           | -    | 45+1'    |
| 31-8-2016  | Менхенгладбах           | Німеччина         | 2 – 0            | Фінляндія            | товариський матч             | 1    | 63'      |
| 4-9-2016   | Осло                    | Норвегія          | 0 – 3            | Німеччина            | Відбір до ЧС 2018            | -    |          |
| 8-10-2016  | Гамбург                 | Німеччина         | 3 – 0            | Чехія                | Відбір до ЧС 2018            | -    |          |
| 11-10-2016 | Ганновер                | Німеччина         | 2 – 0            | Північна Ірландія    | Відбір до ЧС 2018            | -    | 46'      |
| 26-3-2017  | Баку                    | Азербайджан       | 1 – 4            | Німеччина            | Відбір до ЧС 2018            | -    | 61'      |
| 1-9-2017   | Прага                   | Чехія             | 1 – 2            | Німеччина            | Відбір до ЧС 2018            | -    |          |
| 4-9-2017   | Штутгарт                | Німеччина         | 6 – 0            | Норвегія             | Відбір до ЧС 2018            | 1    |          |
| 11-11-2017 | Лондон                  | Англія            | 0 – 0            | Німеччина            | товариський матч             | -    |          |
| 14-11-2017 | Кельн                   | Німеччина         | 2 – 2            | Франція              | товариський матч             | -    |          |
| 23-3-2018  | Дюссельдорф             | Німеччина         | 1 – 1            | Іспанія              | товариський матч             | -    |          |
| 2-6-2018   | Клагенфурт-ам-Вертерзеє | Австрія           | 2 – 1            | Німеччина            | товариський матч             | 1    | 76'      |
| 17-6-2018  | Москва                  | Німеччина         | 0 – 1            | Мексика              | ЧС 2018 - 1-й етап           | -    |          |
| 27-6-2018  | Казань                  | Південна Корея    | 2 – 0            | Німеччина            | ЧС 2018 - 1-й етап           | -    |          |
| Усього     |                         | Матчів            | 92               |                      | Голів                        | 23   |          |

## Стиль гри
Спокійний, урівноважений, не жадібний: поруч із порожніми воротами може віддати пас партнеру, аби той забив, має унікальний стиль пасу. Всі ці якості дозволяють говорити про Месута як про зразкового гравця, сам німець коментує свою гру так: «Моя техніка і відчуття м'яча — турецькі якості, а дисципліна, відношення до справи та намагання викластися стовідсотково відносяться до німецької частини моєї натури».

## Досягнення
Шальке 04
- Фіналіст Кубка німецької ліги: 2007

 Вердер Бремен
- Фіналіст Кубка УЄФА: 2008-09
- Володар Кубка Німеччини: 2008-09
- Володар Суперкубка Німеччини: 2009

 Реал Мадрид
- Чемпіон Іспанії: 2011-12
- Володар Кубка Іспанії: 2010-11
- Володар Суперкубка Іспанії: 2012
- Володар Кубка Сантьяго-Бернабеу: 2011

 Арсенал
- Володар Кубка Англії: 2013-14, 2014-15, 2016-17, 2019–20
- Володар Суперкубка Англії: 2014, 2015, 2017, 2020

 Збірна Німеччини
- Чемпіон Європи (U-21): 2009
- Чемпіон світу: 2014
- Бронзовий призер Чемпіонату світу: 2010

Особисті
- Найкращий асистент Ліги Чемпіонів УЄФА: 2010/2011

## Приватне життя
Власної сім'ї не має. Мав романтичні стосунки з Анною-Марією Лагерблом, колишньою дружиною фінського футболіста Піккі Лагерблома, екс-дівчиною швейцарця Людвіча Магніна та сестрою німецької поп-співачки Сари Коннор. Під час перерви у стосунках з Анною-Марією Лагерблом в листопаді 2010 році був пов'язаний з турецькою співачкою Ебру Полат. У 2013–2014 був у стосунках з німецькою співачкою Мінді Капристі. Месут і Менді поновили свої відносини в листопаді 2015 року, коли з'явилися разом на гала-концерті Bambi Awards.
Релігія

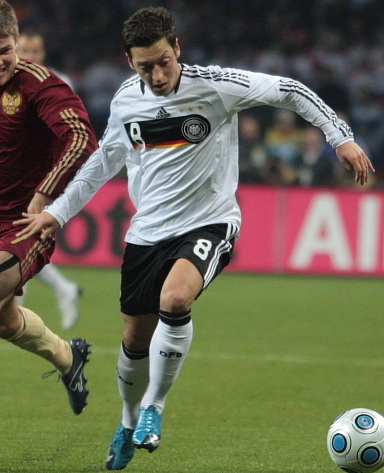
Озіль грає за збірну Німеччини.

Відповідно до сімейних традицій батьків залишається мусульманином. Однією з особливостей Месута є те, що молиться він перед кожним матчем: «Я повторюю вірші Корану, тому що це дає мені сили». У травні 2016 року здійснив умру до Мекки.
Хобі
Окрім футболу, Месут любить грати в пінг-понг і баскетбол, а також непогано плаває. Ще він дуже любить музику, особливо турецьку, — поп і хіп-хоп.

## Скандали

### Суд з батьком
У 2013 після 50-мільйонного трасферу до «Арсеналу» Месут розійшовся із своїм батьком Мустафою Озілом, котрий у 2004-2013 працював йому радником, представником інтересів сина у клубі «Арсенал» та керуючим директором фірми «Özil Marketing GmbH», яка займалася меркетингом назви «Mesut Özil». Батько зажадав відступні через земельний суд федеральної землі Нордрейн-Вестфалія у Дюссельдорфі у розмірі 630.000 євро.

### Приховування доходів від податків
На початку грудня 2016 завдяки випуску платформи Football Leaks, стало відомо, що іспанські податкові органи вимагали від Месута Озіля сплати податкової заборгованості в розмірі 2.077.152 євро. Крім того, за своєчасну несплату йому був виставлений штраф у розмірі 789.963 євро. Згідно з інформацією Football Leaks, Озіл ухилявся від податків через фіктивні офшорні фірми, рахунки в швейцарських банках та підставних осіб. Це податкове шахрайство спричинила широке заворушення футбольної громадськості Німеччини, чіїм громадянином він є. Озіль був змушений сплатити податки Іспанії у лютому 2016 у необхідній кількості. Проти вимоги штрафу з боку іспанської юстиції Езил висунув апеляцію. Рішення судової влади Іспанії про штраф очікувалося на початку 2018.